# Bistum Port Harcourt
Das Bistum Port Harcourt (lat.: Dioecesis Portus Harcurtensis) ist eine in Nigeria gelegene römisch-katholische Diözese mit Sitz in Port Harcourt.

## Geschichte
Das Bistum Port Harcourt wurde am 16. Mai 1961 durch Papst Johannes XXIII. mit der Apostolischen Konstitution Quod Apostolis aus Gebietsabtretungen des Bistums Owerri errichtet. Am 17. März 1991 gab das Bistum Port Harcourt Teile seines Territoriums zur Gründung der Mission sui juris Bomadi ab. Das Bistum Port Harcourt wurde am 26. März 1994 dem Erzbistum Calabar als Suffraganbistum unterstellt.

## Bischöfe von Port Harcourt
- Godfrey Mary Paul Okoye CSSp, 1961–1970, dann Bischof von Enugu
- Alexius Obabu Makozi, 1991–2009
- Camillus Archibong Etokudoh, 2009–2025
- Sedisvakanz, seit 2025